# Norbert Wollheim
Norbert Wollheim (* 26. April 1913 in Berlin; † 1. November 1998 in New York) war Wirtschaftsprüfer, Steuerberater, ehemaliges Direktoriums-Mitglied des Zentralrats der Juden in Deutschland und Funktionär jüdischer Organisationen. Seine 1950 eingereichte Klage gegen die I.G. Farben auf Entschädigung für die von ihm geleistete Zwangsarbeit in der Zeit des Nationalsozialismus war das erste Musterverfahren in der deutschen Nachkriegszeit, wenngleich nicht die erste Klage eines ehemaligen Zwangsarbeiters.

## Leben
Norbert Wollheim wuchs in Berlin auf. Er begann ein Studium der Rechtswissenschaft und Nationalökonomie, das er jedoch 1933 wegen seines jüdischen Glaubens abbrechen musste. Er arbeitete dann in einer Exportfirma der Metallbranche und ließ sich vor Kriegsausbruch 1938 noch zum Schweißer ausbilden.
Wollheim engagierte sich stark im jüdischen Leben und wurde Geschäftsführer des Bundes deutsch-jüdischer Jugend. Nach den Novemberpogromen 1938 half er, die Kindertransporte der Jüdischen Gemeinde nach Großbritannien und Schweden zu organisieren. Bis 1941 war er verantwortlich für die berufsausbildenden Schulen der Reichsvertretung der Juden in Deutschland und kümmerte sich als Referent um die handwerkliche Ausbildung der aus ihren Berufen verdrängten jüdischen Bürger.
Von September 1941 an arbeitete Wollheim bei einer als kriegswichtiger Betrieb geltenden Transportgerätefabrik in Berlin-Lichtenberg.
Am 8. März 1943 wurde Wollheim mit seiner Frau Rosa, geb. Mandelbrod (geb. 1912), seinem Sohn Uriel Peter (geb. 1939) und seiner Schwester Ruth Wollheim (geb. 1910) verhaftet und in das Sammellager für Juden in der Großen Hamburger Straße in Berlin gebracht, welches unter der Aufsicht der Gestapo stand. Am 12. März 1943 wurde er mit seiner Familie nach Auschwitz deportiert. Als einziger seiner Familie überlebte er das Vernichtungslager.
Er erhielt die Häftlingsnummer 107984, wurde in das Lager Auschwitz III Monowitz gebracht, wo er im Buna-Werk IV der I.G. Farben als Zwangsarbeiter arbeiten musste und bis zur Evakuierung des Lagers am 18. Januar 1945 blieb. Auf einem Todesmarsch aus dem von der SS evakuierten Lager gelang ihm die Flucht, die ihn schließlich nach Lübeck führte, wo er sich niederließ. Er half, nach dem Krieg das jüdische Leben in Deutschland wieder aufzubauen, und wurde 2. Vorsitzender des Zentralkomitees der befreiten Juden in der britischen Zone und Mitbegründer der Jewish Trust Corporation der britischen Zone. Später wählte man ihn zum Vorsitzenden des Verbandes der Jüdischen Gemeinden Nordwestdeutschland (Britische Zone) und zum Mitglied des Direktoriums des Zentralrats der Juden in Deutschland.
Ende September 1951 wanderte Wollheim in die USA nach New York aus, wo er sich zum public accountant, das heißt Wirtschaftsprüfer fortbildete. Als solcher arbeitete er bis Mitte der 80er Jahre.
Er war weiterhin ehrenamtlich tätig in Organisationen wie dem US Holocaust Council und der World Federation of Bergen-Belsen Survivors.
Wenige Wochen vor seinem Tod wirkte Wollheim noch bei den Dreharbeiten zum später Oscar-prämierten Dokumentarfilm Kindertransport – In eine fremde Welt mit.

## Der Wollheim-Prozess
Im Jahr 1950 erhob Wollheim, vertreten durch seinen Anwalt Henry Ormond, die erste Musterklage eines ehemaligen Zwangsarbeiters gegen ein deutsches Industrieunternehmen auf Schadenersatz, Schmerzensgeld und Arbeitslohn.
Die Klage Wollheim gegen IG Farbenindustrie AG i.L. wurde von 1950 bis 1953 vor dem Landgericht Frankfurt am Main verhandelt, wobei die Beklagte u. a. von Alfred Seidl vertreten wurde. Für den Kläger hielt Rechtsanwalt Otto Küster ein vielbeachtetes Plädoyer. Das Landgericht verurteilte die IG Farbenindustrie AG i.L. zur Zahlung von 10.000 DM Schmerzensgeld an Wollheim. Der Prozess wurde in zweiter Instanz vor dem Oberlandesgericht Frankfurt am Main 1958 durch einen globalen Vergleich beendet, der die Zahlung von insgesamt 30 Millionen DM an mehrere Tausend ehemalige Zwangsarbeiter der IG Farbenindustrie AG vorsah.

## Ehrung

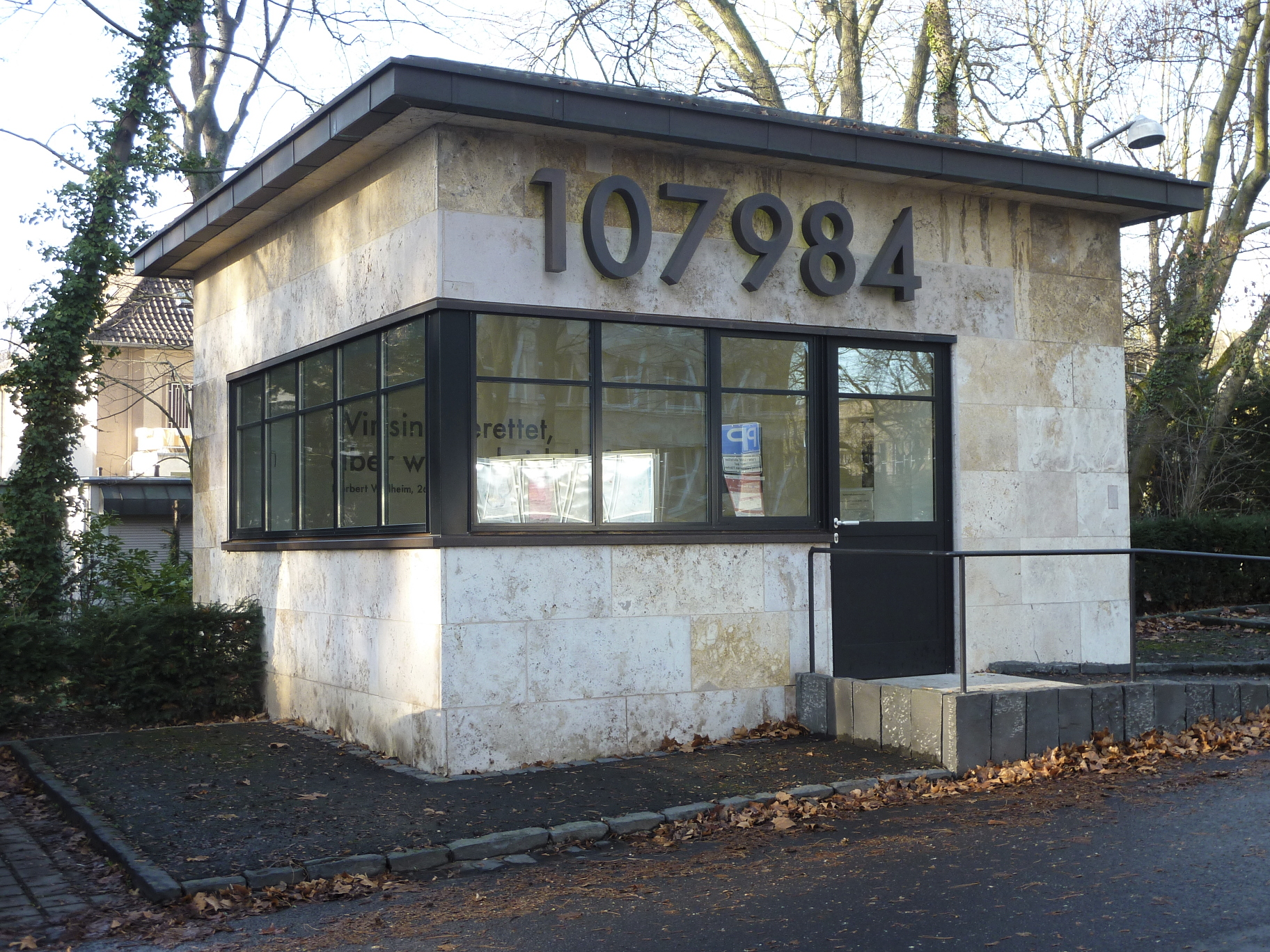
Gedenkstätte auf dem Uni-Campus Westend

Am 2. November 2008 wurde auf dem Campus Westend der Johann Wolfgang Goethe-Universität in Frankfurt am Main ein von dem Künstler Heiner Blum gestaltetes Denkmal, das so genannte Wollheim-Memorial, errichtet. Das von Hans Poelzig entworfene heutige Hauptgebäude der Universität war vor 1945 die Zentralverwaltung der I.G. Farben. Der ehemalige Grüneburgplatz vor dem Hauptgebäude der Universität ist in Norbert-Wollheim-Platz umbenannt worden. Am 4. Februar 2015 wurden die neuen Straßenschilder angebracht. Die Universitätsleitung wollte ihre bisherige Postadresse Grüneburgplatz 1 jedoch nicht als Norbert-Wollheim-Platz 1 übernehmen, sondern hat dafür den (eigens verlegten) Theodor-W.-Adorno-Platz 1 gewählt.